# Charlie Spivak
Charlie Spivak (17. února 1905 nebo 1907 – 1. března 1982, Greenville, Jižní Karolína, USA) byl americký trumpetista a kapelník, nejznámější svým big bandem ve 40. letech.

## Raný život
Podrobnosti o narození Spivaka jsou nejasné. Některé zdroje ho umisťují na Ukrajinu v roce 1907 a jeho rodina emigrovala, aby se v jeho dětství usadila v New Haven v Connecticutu. Jiní umístili jeho narození do New Haven o dva roky dříve, v roce 1905. Na trubku se naučil hrát, když mu bylo deset let, a hrál ve své středoškolské kapele. Poté pracoval v místních skupinách, než se stal členem orchestru Johnnyho Cavallara.

## Diskografie
- 1958: Pinciana (Design)
- 1977: Charlie Spivak and His Orchestra 1943–46 (Hindsight Records)
- 1985: Charlie Spivak and His Orchestra (Ranwood Records)
- 1993: For Sentimental Reasons (Vintage Jazz Classics)
- 2002: Dance Date (Collectors' Choice Music)
- 2005: What's Cookin' Charlie '41–'47